# Susan Armitage
Susan Armitage (17 de mayo de 1937) es una historiadora estadounidense. Fue una de las primeras investigadoras en considerar el papel de las mujeres en el Oeste Estadounidense.

## Biografía
En 1959 Susan Armitage obtuvo una licenciatura en filosofía en el Colegio de Wellesley y en 1965 una maestría en historia americana en el Colegio del Estado de San José. En 1968 obtuvo un doctorado en la Universidad de Londres.
Armitage fue profesora de historia asistente en la Universidad de Colorado entre 1973 y 1978, y dirigió el Boulder Women's Oral History Project mientras se desempeñaba como docente. En 1978 se convirtió en profesora de historia en la Universidad de Washington. En 1991 empezó a trabajar en el Museo del Oeste en Colorado, lugar donde ejerció hasta 1997. En 2003 fue invitada a la Casa Blanca debido a su labor educativa. En 2008 fue declarada "mujer del año" en la Universidad de Washington. Ese mismo año donó algunos de sus textos a la biblioteca de la universidad.

## Obras
- Out of Many, Volume 1: A History of the American People, coescrito con John Mack Faragher, Mari Jo Buhle y Daniel Czitrom, Prentice Hall, 2005.
- Shaping the Public Good: Women Making History in the Pacific Northwest, Oregon State University Press, 2015.
- Speaking History: Oral Histories of the American Past, 1865-Present, coeditado con Laurie Mercier, Palgrave Macmillan, 2010.
- The Women's West, coeditado con Elizabeth Jameson, University of Oklahoma Press, 1987.
- Writing the Range: Race, Class, and Culture in the Women's West, coeditado con Elizabeth Jameson. Norman, OK: University of Oklahoma Press, 1997.